# Phygadeuon pullulator
Phygadeuon pullulator är en stekelart som först beskrevs av Zetterstedt 1838.  Phygadeuon pullulator ingår i släktet Phygadeuon och familjen brokparasitsteklar. Inga underarter finns listade i Catalogue of Life.